# Delitto e castigo nella Bibbia
La Bibbia Ebraica contiene un gran numero di eventi e leggi che sono approvate e prescritte dal Dio di Israele, così come altre portate da altre persone. L'Ebraismo insegna che la Torah contiene 613 comandamenti eterni, molti dei quali riguardano la legge e le punizioni, su scala individuale e nazionale. Il Cristianesimo ha adattato e fatte proprie molte di queste direttive. Inoltre, il testo usa espressamente eventi nazionali ed individuali come racconti morali e per illustrare la potenza di Dio.
Un esempio significativo lo troviamo in 1 Samuele:

## Nel libro dell'Esodo
Mosè, prima dell'esodo dall'Antico Egitto, di cui era a capo il Faraone, in cui vediamo le piaghe d'Egitto (Esodo 7-11).
Quando il faraone ridusse in schiavitù i figli d'Israele, gli egizi nominarono ufficiali di leva sugli israeliti per schiacciare il loro spirito con lavori forzati. Gli israeliti dovevano costruire le città di Pitom e Raamses come centri di rifornimento per il faraone. Rendevano miserabili le vite degli israeliti con lavori pesanti che coinvolgevano malta e mattoni, così come tutti i tipi di lavori nei campi.  Poi emanò decreti per uccidere tutti i maschi israeliti.
Dio indurì il cuore del Faraone, affinché non permettesse agli ebrei di andarsene, e poi Dio mandò vari disastri su tutta l'Egitto. L'Esodo contiene la storia dell'uccisione di ogni primogenito in Egitto come punizione finale per aver resi schiavi gli israeliti.

### L'interpretazione calvinista
In Calvin: A Guide for the Perplexed, Paul Helm discute in modo approfondito il pensiero di Giovanni Calvino, inclusa la questione dell'indurimento del cuore del Faraone. Helm chiarisce che per Calvino, Dio è assolutamente sovrano in tutte le cose, compreso il cuore umano. Nel caso del Faraone, l'indurimento del suo cuore è visto come un atto sovrano di Dio, che opera per realizzare i Suoi propositi. Dio non è ingiusto nell'indurire il cuore del Faraone, perché, secondo la visione calvinista, l'umanità è già incline al peccato a causa della sua natura decaduta. Quindi, Dio non "crea" il male nel cuore del Faraone, ma permette e rafforza l'ostinazione già presente in lui per compiere i Suoi scopi divini.

## I Midianiti
Il popolo di Midian insieme a Moab cominciarono ad interagire col popolo di Israele, relazioni sessuali comprese: 
Per queste trasgressioni, i Midianiti furono attaccati da Mosé ed i suoi seguaci. Gli uomini e le donne non vergini furono uccisi, le vergini furono fatte prigioniere:
Il testo non descrive in modo specifico in quale modo le vergini siano state trattate successivamente.

## Punizioni speciali

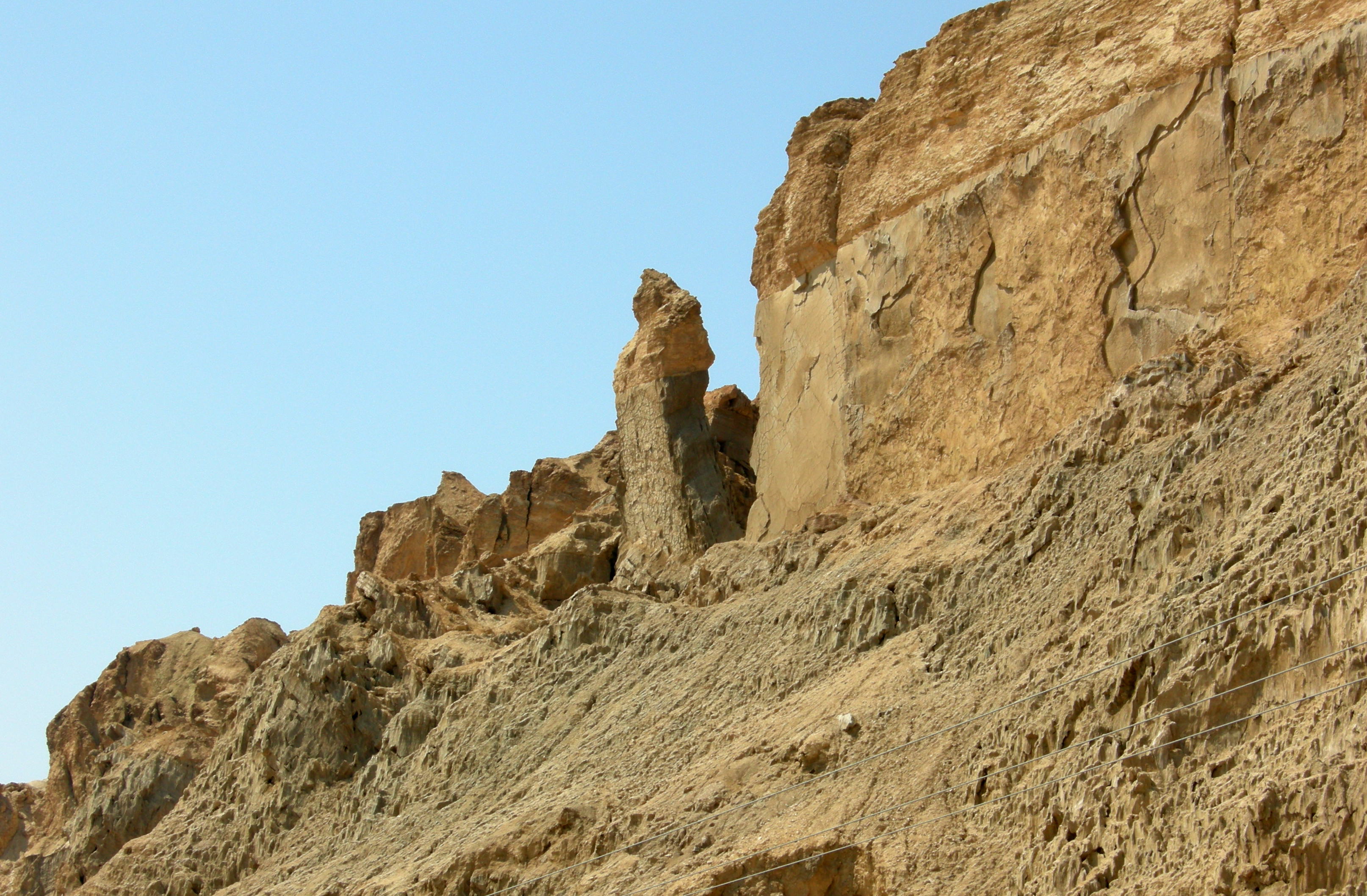
La moglie di Lot

- Canaan fu condannato a diventare uno schiavo (un servitore di un servitore) da Noè. Questo come punizione per Ham, padre di Canaan per aver visto la nudità di suo padre, cioè la nudità di Noè. Secondo alcune opinioni tradizionali, questa frase Biblica è un eufemismo significante stupro o castrazione. Molti moderni critici della Bibbia, tuttavia, negano ciò.
- La moglie di Lot fu trasformata in una statua di sale, si presume ad opera di Dio, per aver guardato dietro mentre fuggiva da Sodoma. La famiglia di Lot era stata avvertita in modo specifico di non guardare la distruzione delle malvagie genti di Sodom.
- Onan fu ucciso da Dio per aver rifiutato di portare avanti la linea familiare nel contesto del proprio matrimonio con la vedova di Er, praticando invece il coito interrotto. (Libro della Genesi 38:5[3])

## Esempi di pena di morte
La bibbia prescrive la pena di morte per le seguenti attività, tra le altre:
- Omicidio;
- Crimini sessuali, incluso l'adulterio, i rapporti omosessuali maschili, la zooerastia (Levitico 20[4]) e lo stupro (Deuteronomio 22[5]);
  - Una donna fidanzata che non grida mentre viene stuprata (Deuteronomio 22:23-24[6]);
  - Una donna che non è vergine la notte del suo matrimonio (Deuteronomio 22:13-22[7]);
- Adorare altre divinità (Deuteronomio 13:6-10[8], Esodo 22:20[9]);
  - Stregoneria (Esodo 22:18[10])
  - Pronunciare il nome di Dio invano o maledirlo (Levitico 24:16[11])
- Percuotere un genitore (Esodo 21:15[12], 2:17[13], Levitico 20:9[14], e nel Nuovo Testamento Vangelo secondo Marco 7:10[15])
- Rapire (Esodo 21:16[16])

## Punto di vista contemporaneo
Diversi biblisti, filosofi e teologi hanno espresso punti di vista contemporanei sui testi dell'Antico Testamento.

### Un discorso teologico secondo Walter Brueggemann
Walter Brueggemann è un eminente teologo e biblista statunitense, nato il 11 marzo 1933 a Tilden, nel Nebraska. È noto per la sua interpretazione innovativa e progressista dell'Antico Testamento e per la sua enfasi sulla giustizia sociale e l'impegno politico come parte integrante della fede cristiana.
Il suo saggio Divine Presence Amid Violence: Contextualising the Book of Joshua (2009) è un'opera che esamina il libro di Giosuè nell'Antico Testamento e la sua rappresentazione di violenza e presenza divina. Brueggemann sostiene che il libro di Giosuè debba essere letto nel contesto della storia di Israele e della sua relazione con Dio, e che quindi la violenza descritta nel libro deve essere compresa come una forma di discorso teologico che riflette la fede di Israele. Brueggemann riconosce che la rappresentazione della violenza nel libro di Giosuè può essere difficile da conciliare con la nozione di un Dio di amore e di grazia. Egli afferma che la violenza descritta nel libro deve essere compresa come una forma di discorso teologico che serve a mettere in evidenza la sovranità di Dio e la sua relazione con Israele, piuttosto che come un'approvazione della violenza.

### La lettura femminista di Phyllis Trible
Phyllis Trible, una biblista e teologa femminista, ha analizzato e interpretato le punizioni descritte nella Bibbia dal punto di vista del femminismo e della teologia. Secondo Trible, le punizioni nella Bibbia, specialmente quelle descritte nel Vecchio Testamento, spesso riflettono i pregiudizi e le strutture di potere patriarcali dell'epoca in cui furono scritte.
In Texts of Terror: Literary-Feminist Readings of Biblical Narratives (1984), Trible sceglie quattro storie bibliche che presentano figure femminili come vittime di abusi e violenze: il racconto di Tamar (2 Samuele 13), il racconto di Agar (Genesi 16 e 21), il racconto di Giocasta (Edipo re di Sofocle) e il racconto di Dalila (Giudici 16). Attraverso un'analisi letteraria e teologica, Trible mostra come queste storie riflettono i pregiudizi e le strutture di potere dell'epoca in cui furono scritte, e come servono a rafforzare il sistema di oppressione maschile. Trible sostiene che le donne nella Bibbia sono spesso descritte come oggetti, privi di agenzia e di soggettività, e che le loro storie sono state tradizionalmente interpretate in modo da giustificare la violenza e l'oppressione contro di loro. Trible mette in discussione queste interpretazioni e propone un'interpretazione alternativa che mette in luce la sofferenza e la resistenza delle donne.
In God and the Rhetoric of Sexuality (1978), Trible scrive che la Bibbia contiene diversi episodi di violenza contro le donne, che sono stati spesso giustificati o minimizzati dalla tradizione interpretativa maschilista e patriarcale. Ad esempio, Trible analizza il racconto del sacrificio di Isacco in Genesi 22, e mostra come il linguaggio usato per descrivere il sacrificio di Isacco sia simile a quello usato per descrivere la violenza sessuale contro le donne. Trible sostiene che questo linguaggio riflette e rafforza la visione maschilista e patriarcale della società in cui fu scritto, e che ha contribuito a normalizzare e giustificare la violenza contro le donne.
Trible propone invece un'interpretazione alternativa del linguaggio della Bibbia che metta in luce la diversità e la complessità delle rappresentazioni del sesso e della sessualità, e che promuova una visione più equa e rispettosa della sessualità umana. Trible sostiene che la Bibbia contiene anche episodi di resistenza e di emancipazione delle donne, che possono essere utilizzati per contrastare la visione maschilista e patriarcale della società e per promuovere una visione più equa e giusta.

### La teoria del mimetismo di René Girard
René Girard è stato un filosofo e antropologo francese che ha sviluppato una teoria della violenza e del sacro, nota come mimetismo. Girard ha analizzato le punizioni presenti nella Bibbia dal punto di vista del mimetismo, e ha sostenuto che la Bibbia offre una critica radicale della violenza e della cultura del sacrificio.
Nel suo libro La violence et le sacré (La violenza e il sacro) Girard espone la sua teoria del mimetismo, secondo cui la violenza è una forza potente e distruttiva che si basa sulla mimesi, o l'imitazione. Girard analizza la violenza e il sacro in diverse culture e in diverse epoche storiche, e sottolinea come la violenza sia una costante nella storia umana.
Girard afferma che la violenza è un fenomeno mimetico, ossia che si basa sull'imitazione e sulla rivalità tra gli individui. La violenza si diffonde rapidamente e diventa contagiosa, fino a quando non viene placata attraverso il sacrificio di un capro espiatorio. Il sacrificio serve a canalizzare la violenza e a placare gli dei, ma in realtà serve solo a nascondere la vera causa della violenza, che è la mimesi.
Girard analizza in particolare la cultura greca e la cultura ebraica, e mostra come entrambe presentino una serie di rituali e di miti che riflettono la cultura del sacrificio e della violenza. Tuttavia, Girard sottolinea che la Bibbia offre una critica radicale della cultura del sacrificio e della violenza, e presenta una serie di personaggi e di storie che mettono in discussione le norme di violenza e sacrificio.